# Луї Каміль Маяр
Луї́ Камі́ль Мая́р (фр. Louis Camille Maillard; 1878—1936) — французький хімік і фізик, відомий завдяки своєму відкриттю реакції Маяра.

## Біографія

### Початок кар'єри

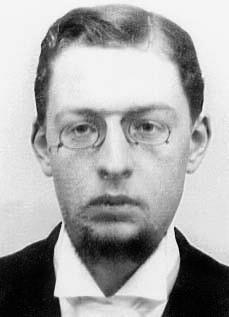
Фото 1903 року професора Луї Маяра в юності

1897 року Луї Маяр одержав ступінь магістра в Нансі, 1903 — ступінь доктора медицини. Згодом він працював у хімічному відділі Медичної школи університету Нансі. 1914 року Маяр переїхав до Парижу, де працював головою біологічної групи в хімічній лабораторії Паризького університету. 1919 року він був призначений професором біологічної та медичної хімії відділу фармацевтики академії медицини Алжирського університету.

### Науковий внесок
У Парижі його праця з фізілогії, зокрема про метаболізм сечовини і захворювання нирок, призвели до створення нових теорій про «урогенну недосконалість» і концепцію «коефіцієнта Маяра» чи «індекс урогенної недосконалості». Його ідеї виявилися дуже корисними в діагнозі захворювань нирок. 1912 року він зайнявся дослідженням реакцій між амінокислотами та цукром. Ця праця вважається одним з його найголовніших доробків, на честь нього названа реакція Маяра. За свій різноманітний доробок учений одержав декілька нагород, включно з нагородою Паризької медичної академії 1914 року.

### Останні роки
Маяр записався у французьку армію протягом Першої світової війни, що погано вплинуло на стан його здоров‘я. Після війни, 1919 року, Маяр раптово залишив Париж задля вакансії у відділі фармацевтики факультету медичних наук в Алжирі (Алжир). Протягом цього часу він припинив майже всі дослідження.
Луї Маяр раптово помер 12 травня 1936 року в Парижі, прямо під час конкурсу на участь у товаристві, де він був членом журі.

## Нагороди
30 липня 1916 року Маяр отримав титул кавалера ордена Почесного легіону від військового міністра Франції.